# Timonius hentyi
Timonius hentyi är en måreväxtart som beskrevs av Steven P. Darwin. Timonius hentyi ingår i släktet Timonius och familjen måreväxter. Inga underarter finns listade i Catalogue of Life.